# Andrzej Ziębik
Prof. dr hab. inż. Andrzej Józef Ziębik (ur. 19 października 1939 roku w Strzemieszycach Wielkich) - dyrektor Instytutu Techniki Cieplnej w Gliwicach (1993–2006), przewodniczący Prezydium Komitetu Termodynamiki i Spalania PAN od 2003. Wykładowca akademicki w Politechnice Śląskiej.

## Życiorys
Studia wyższe ukończył na Wydziale Mechaniczno-Energetycznym Politechniki Śląskiej, uzyskując w 1963 dyplom magistra inżyniera mechanika-energetyka. W tym samym roku został zatrudniony na stanowisku asystenta w Katedrze Energetyki Cieplnej Politechniki Śląskiej. 
W 1969 obronił pracę doktorską na temat: „Model matematyczny bilansu materiałowo-energijnego surowcowej huty żelaza”. 
W 1976 uzyskał stopień doktora habilitowanego nauk technicznych, na podstawie rozprawy pt. „Wpływ dodatku paliw zastępczych i podgrzania dmuchu na gospodarkę cieplną wielkich pieców”. 
Od 1970 pracował na stanowisku adiunkta, a od 1977 do 1987 na etacie docenta w Instytucie Techniki Cieplnej Politechniki Śląskiej. 
W roku 1987 uzyskał tytuł naukowy profesora nadzwyczajnego. W roku 1993 został powołany na stanowisko profesora zwyczajnego w Politechnice Śląskiej.
Głównymi nurtami działalności naukowej Andrzeja Ziębika są zagadnienia procesowe energetyki cieplnej w hutnictwie oraz analiza systemowa w przemysłowej energetyce cieplnej.
Od roku akademickiego 1993/1994 pełnił funkcję dyrektora Instytutu Techniki Cieplnej Politechniki Śląskiej. W latach 1978–1993 był zastępcą dyrektora Instytutu Techniki Cieplnej do spraw naukowych. Kierownik Zakładu i Zespołu Gospodarki Cieplnej w Instytucie Techniki Cieplnej w latach 1978–2000, a od roku 2001 kierownik Zakładu Energetyki Cieplnej i Chłodnictwa.
W latach 1978–1989 sekretarz Komisji Energetyki Oddziału PAN w Katowicach; w latach 1990–92 wiceprzewodniczący tej Komisji. W latach 1984–90 prof. Ziębik był członkiem Komitetu Problemów Energetyki PAN, a od roku 1993 został członkiem prezydium tego Komitetu. Od roku 1991 jest członkiem Komitetu Termodynamiki i Spalania PAN, a od roku 1993 pełnił funkcję wiceprzewodniczącego Komitetu. W roku 2003 został wybrany przewodniczącym Prezydium Komitetu Termodynamiki i Spalania PAN. 
Profesor jest członkiem Polskiego Towarzystwa Mechaniki Teoretycznej i Stosowanej oraz International Association for Energy Economics.
W 1994 i ponownie w 1997 prof. Ziębik został wybrany do Komisji Badań Stosowanych Komitetu Badań Naukowych. Od marca 1998 jest członkiem Rady Konsultacyjnej przy Prezesie Urzędu Regulacji Energetyki. Odznaczony Krzyżem Kawalerskim i Krzyżem Oficerskim Orderu Odrodzenia Polski.
Profesor Andrzej Ziębik uzyskał wraz ze współpracownikami 4 patenty i 2 wzory użytkowe. W latach 1978–89 był konsultantem naukowo-technicznym w Hucie Kościuszko, a od roku 1990 do 2000 w Hucie Katowice.

## Wydawnictwa
Jest autorem lub współautorem ponad 200 publikacji, w tym 7 książek i monografii oraz 8 podręczników akademickich.
Ważniejsze publikacje:
- Ausgewahlte Probleme der industriellen Energiewirtschaft – Wydawnictwo Springer Verlag, 1976 w Austrii, współautor
- Wpływ parametrów dmuchu i czynników paliwowo-redukcyjnych na wskaźniki energetyczne zespołu wielkopiecowego – wyd. Ossolineum, 1983.
- Mathematical Modelling of Energy Management System of Industrial Plants – wyd. Ossolineum, 1990
- Przemysłowa energia odpadowa. Zasady wykorzystania. Urządzenia – wyd. WNT, 1993, współautor i inspirator
- Racjonalizacja użytkowania energii w zakładach przemysłowych. Poradnik audytora energetycznego – Fundacja Poszanowania Energii w Warszawie, 1994, współautor
- Podstawy energetyki cieplnej – 1998, współautor wraz z Janem Szargutem.